# Dekatron

Um decadron em operação.

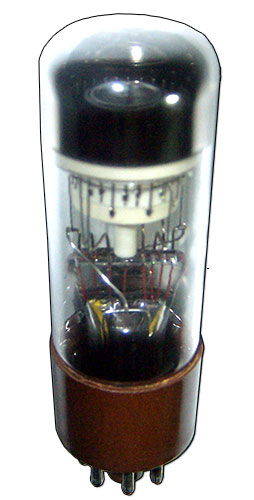
Imagem de um decadron de base octogonal.

Em eletrônica, um Dekatron (ou Decatron ou, genericamente, tubo de cátodo frio) é um tubo cheio de gás néon. Dekatrons foram usados em computadores, calculadoras e outros produtos relacionados durante os anos 1950 e 1960. "Dekatron", que agora é uma marca genérica, era a marca usada pelos britânicos Ericsson Telefones Limited (ETL), de Beeston, Nottingham (não o sueco TelefonAB LM Ericsson, de Estocolmo).
Esses produtos variam de acordo com o modelo e fabricante, mas geralmente um dekatron tem 10 cátodos e um ou dois eletrodos, além de um guia de anodo comum. Os cátodos estão dispostos em um círculo com um eletrodo de guia (ou dois) entre cada cátodo. Quando o eléctrodo de recebe um pulso, o gás néon ativará o próximo pino e, em seguida, "pulará" para o cátodo seguinte. Pulsando os eletrodos negativos repetidamente fará com que o ponto de néon se desloque de cátodo para cátodo.
Alguns dekatrons têm apenas um cátodo ligado ao seu próprio socket e os restantes nove cátodos amarrados junto ao outro pino. Normalmente os Dekatrons têm todos 10 cátodos conectados a seus próprios pinos individuais.  Este último permite o controle da "status" de cada cátodo ou fazer uma divisão-por-n, conforme o circuito.   Este tipo de versatilidade fez os dekatrons serem especialmente úteis para divisão numérica em calculadoras antigas.
O dekatron caiu de uso prático quando o transistor se tornou confiável e acessível. Hoje os dekatrons são usados por eletrônicos amadores.